# サイード・エザトラヒ
サイード・エザトラヒ（ペルシア語: سعید عزت‌اللهی, ラテン語: Saeid Ezatolahi, 1996年10月1日-）は、イラン・バンダレ・アンザリー出身の同国代表サッカー選手。UAEプロリーグ、アル・アハリ・ドバイ所属。ポジションはMF。
メフディ・タレミ、サルダル・アズムン、アリレザ・ジャハンバフシュ、マジード・ホセイニーらとともにイランの男子サッカーの黄金世代の1人とされ、「ペルシアのポグバ」とも呼ばれる。

## クラブ経歴
母国イランのシャールダリ・バンダル・アンザリのユースチームでキャリアを始めると、その後マラヴァーンに移籍。ここで頭角を現すと2012年10月にペルシアン・ガルフ・プロリーグのラーフ・アーハン戦でイランのトップリーグ史上最年少（16歳25日）でプロ初出場を果たし、このシーズンのイラン年間最優秀若手選手に選ばれた。
2014年8月に母国を離れスペインの強豪アトレティコ・マドリードと契約し、2015年3月にはUEFAユースリーグでデビューを果たした。

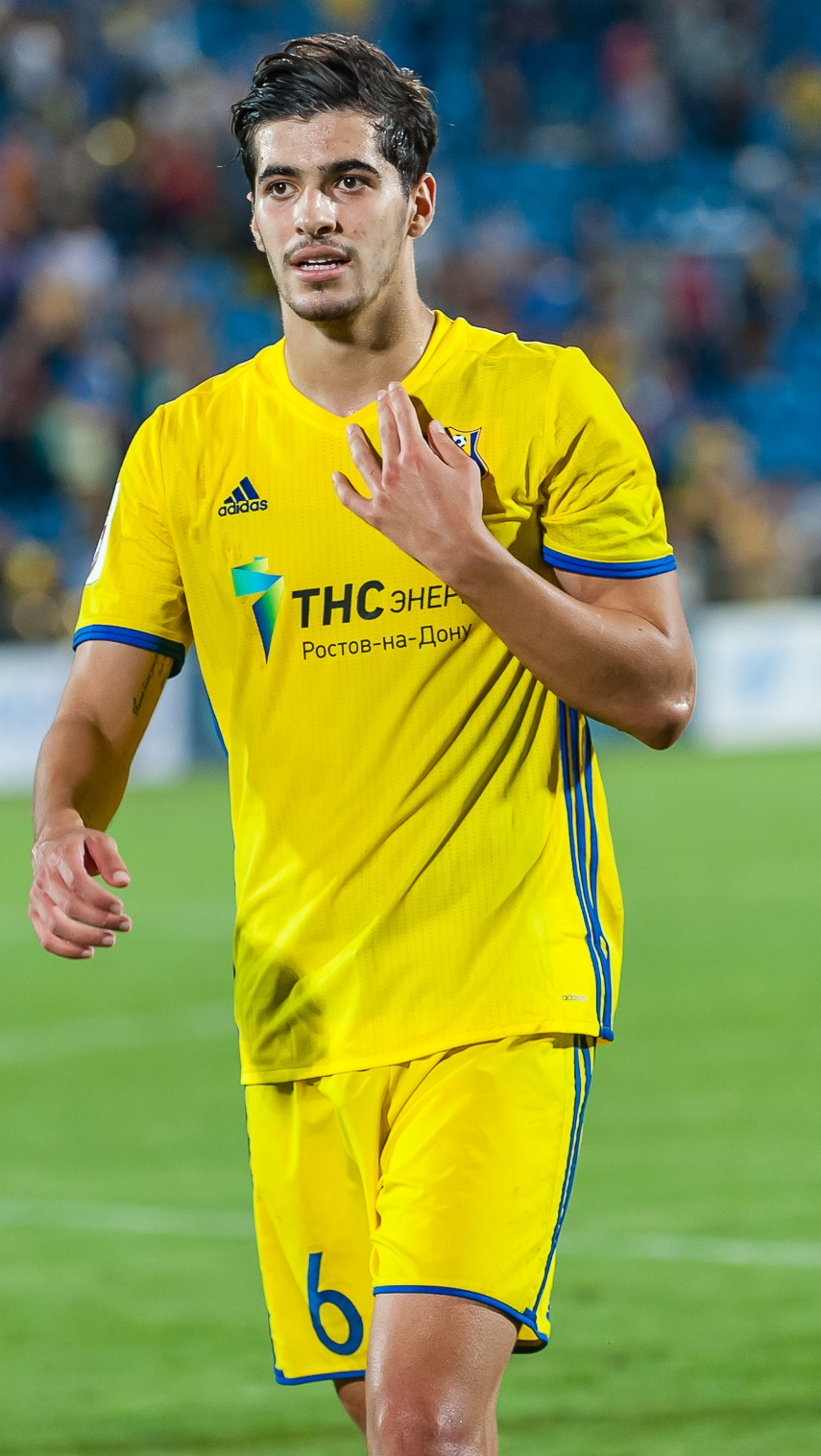
ロストフでのエザトラヒ（2016年）

同年夏、ロシアのFCロストフに4年契約加入。2016年5月にディナモ・モスクワ戦（3-1）で移籍後初出場を果たした。7月26日、ロストフにとって予選を含めてクラブ史上初の参加となったUEFAチャンピオンズリーグの予選3回戦のアンデルレヒト戦（2-2）で得点を挙げ、ロストフにおける最初のCL得点者となった。しかし、ロストフでは十分な出場機会は得られず2017年1月から半年間ロシア国内のアンジ・マハチカラ、同年夏から1年間アムカル・ペルミ、2018年8月末にEFLチャンピオンシップのレディング、2019年夏にベルギーのオイペンに貸し出されるなど期限付き移籍を繰り返した。
2020年8月、デンマーク1部リーグに昇格したばかりのヴェイレBKに3年契約で移籍。
2022年1月、カタールのアル・ガラファに半年間の期限付き移籍した。
2024年2月にUAEプロリーグのアル・アハリに移籍するも、5月末にアル・ワスル戦で膝内側側副靱帯を負傷し、クラブでの試合と翌月に予定されていた2026 FIFAワールドカップ・アジア2次予選の香港戦とウズベキスタン戦も欠場することになった。

## 代表経歴
マラヴァーンでプロキャリアを始めた翌年にはU-17イラン代表の一員として2013 FIFA U-17ワールドカップに出場した。
A代表ではカルロス・ケイロス監督によって招集され、2015年11月のトルクメニスタン戦（3-1）で得点を挙げたことでイラン代表史上最年少（19歳42日）の得点者となった。

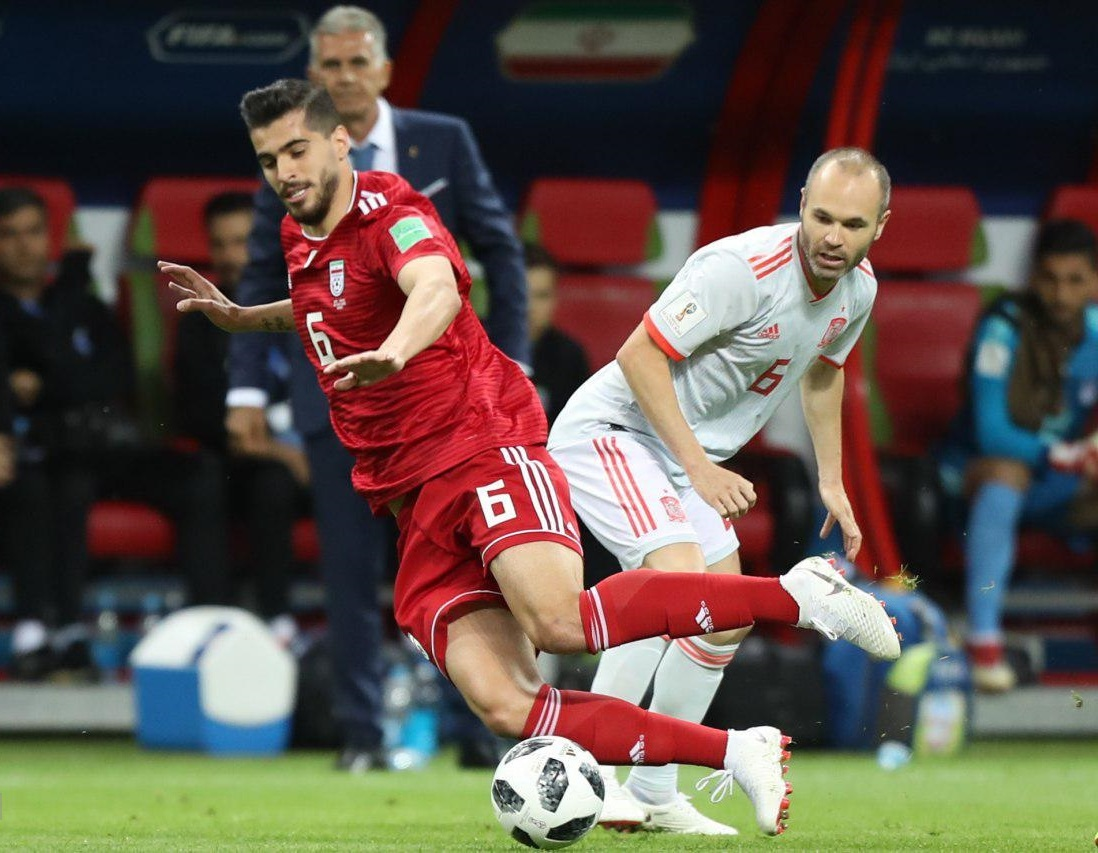
ロシアW杯でアンドレス・イニエスタとマッチアップするエザトラヒ（左）

2017年8月31日、2018 FIFAワールドカップ・アジア3次予選の韓国戦でエザトラヒは空中戦で衝突し芝生に倒れ込んでいた韓国のDFキム・ミンジェに対するファウルでレッドカードを受けた。これによりエザトラヒはFIFAから2試合の出場停止処分を受け、約1週間後のシリア戦とロシアW杯本大会の初戦であるグループステージのモロッコ戦への出場が禁じられた。出場停止処分後、スペイン戦（0-1）とポルトガル戦（1-1）に先発出場した。

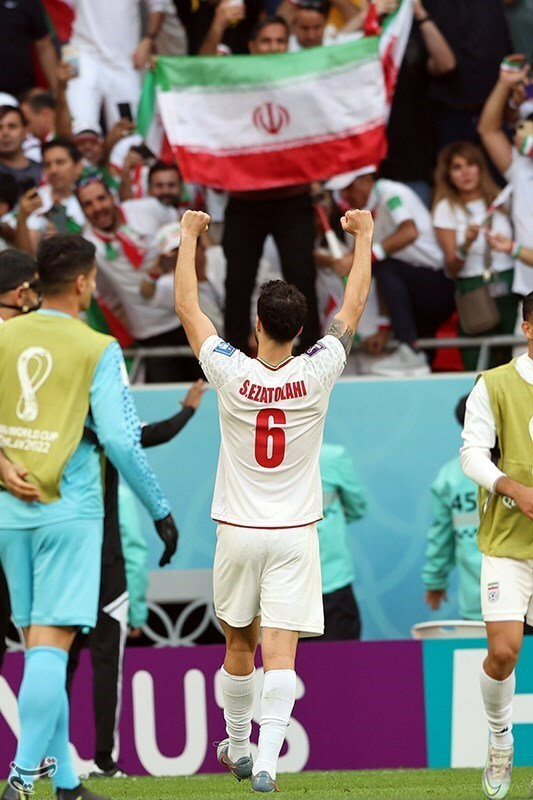
ウェールズ戦後に勝利を祝うエザトラヒ

2022 FIFAワールドカップではグループステージ初戦のイングランド戦で後半開始から出場するも2-6で大敗。続くウェールズ戦は2-0で勝利したものの、引き分け以上の結果でグループステージ突破ができた最終戦のアメリカ戦ではフル出場したが0-1で敗れて敗退。試合後、エザトラヒは敗退した悔しさからイランのどの選手よりも最後までピッチに倒れて涙した。
一方、イラン国内ではマフサ・アミニ抗議運動が行われており、イラン国民は政権寄りとされる代表チームを支持しなかったが、イラン代表はデモに対する支持としてイングランド戦のキックオフ直前の国歌斉唱で口をつむいで歌うことを拒否した。そしてイングランドに大敗すると代表チームの敗北は政権の敗北の象徴である（＝抗議の意思を示す絶好の機会）として国民の抗議運動はさらに加速した。これを受けてイラン政府はイスラム革命防衛隊経由でイラン代表チームに対して抗議運動に加担しないように脅迫し、代表メンバーは次のウェールズ戦では通常通り国歌を歌った。そしてイラン代表がアメリカ戦で敗れてグループステージ敗退が決まると反政府デモはより一層過激化し、その最中にMehran Samak（27歳）は治安部隊によってテヘラン北西のバンダレ・アンザリーで射殺された。彼とエザトラヒは幼少期に同じサッカースクールに通っていた仲で、エザトラヒはInstagramにユースチームで一緒に撮った写真を投稿して彼の死を悼んだ。
昨夜の苦い敗戦の後の君の訃報は私の心に火をつけた。いつかの日か"仮面"が剥がれ落ち、真実がむき出しになるだろう。これは若者にふさわしいことではない。これは私たちの国にふさわしいものではない。
2023年6月に開催された中央アジアの国を対象にしたCAFAネイションズカップでは優勝を果たし、この大会の初代王者に輝いた。
AFCアジアカップ2023では、途中出場した香港戦以外の全ての試合にフル出場した。とりわけ、PK戦まで続いたラウンド16のシリア戦から中2日しか休みがないにもかかわらず準々決勝の日本戦にもフル出場してこの試合は2-1の逆転勝利を収めた。しかし、準決勝で開催国カタールとの試合前には過密日程とカタール戦の審判団がクウェート人であることに疑問を呈し、実際に試合は2-3で敗れてベスト4で大会を去った。

## 代表歴

### 出場大会
- イラン代表
  - 2018年 - 2018 FIFAワールドカップ （GS敗退）
  - 2022年 - 2022 FIFAワールドカップ （GS敗退）
  - 2023年 - AFCアジアカップ2023 （ベスト4）
  - 2023年 - CAFAネイションズカップ（英語版） （優勝）

### 試合数
2024年10月2日現在
- 国際Aマッチ 69試合 1得点（2015年- ）[14]

| イラン代表 | 国際Aマッチ | 国際Aマッチ |
| 年         | 出場        | 得点        |
| ---------- | ----------- | ----------- |
| 2015       | 4           | 1           |
| 2016       | 10          | 0           |
| 2017       | 9           | 0           |
| 2018       | 5           | 0           |
| 2019       | 2           | 0           |
| 2020       | 1           | 0           |
| 2021       | 10          | 0           |
| 2022       | 10          | 0           |
| 2023       | 8           | 0           |
| 2024       | 10          | 0           |
| 通算       | 69          | 1           |

### 得点
| #  | 開催年月日     | 開催地   | 対戦国           | スコア | 結果 | 試合概要                            |
| -- | -------------- | -------- | ---------------- | ------ | ---- | ----------------------------------- |
| 1. | 2015年11月15日 | テヘラン | トルクメニスタン | 2-1    | 3-1  | 2018 FIFAワールドカップ・アジア予選 |

## タイトル
クラブ
ヴェイレ
- デンマーク・ファーストディビジョン : 2022-23

代表
- CAFAネイションズカップ（英語版） : 2023

個人
- イラン年間最優秀若手選手 : 2013
- AFCアジアカップ・チーム・オブ・ザ・トーナメント : 2023[15]